# Zincalco
Zincalco är en ort i Mexiko.   Den ligger i kommunen Tequila och delstaten Veracruz, i den sydöstra delen av landet, 230 km öster om huvudstaden Mexico City. Zincalco ligger 1 507 meter över havet och antalet invånare är 414.
Terrängen runt Zincalco är bergig västerut, men österut är den kuperad. Runt Zincalco är det ganska tätbefolkat, med 155 invånare per kvadratkilometer. Närmaste större samhälle är Orizaba, 17,5 km norr om Zincalco. I omgivningarna runt Zincalco växer i huvudsak städsegrön lövskog.